# Berno von Reichenau
Berno von Reichenau (* um 978; † 7. Juni 1048 in Reichenau) war von 1008 bis 1048 Abt des Klosters Reichenau.

## Herkunft und Namen
Sein Geburtsdatum ist ebenso unbekannt wie seine soziale Herkunft. Vermutlich stammte er aus einer Familie aus dem Lothringischen und war als Oblate ins Kloster Prüm gegeben worden. Vor seinem Abbatiat war er Mönch im Kloster Fleury und erhielt dort seine Ausbildung durch Abbo von Fleury.
Die Zufügung des Schluss-o in seinem Namen ist vermutlich der späteren Latinisierung seines Namens geschuldet, denn er selbst hat sich immer nur Bern genannt und wurde von Zeitgenossen auch vornehmlich so geschrieben.

## Wirken

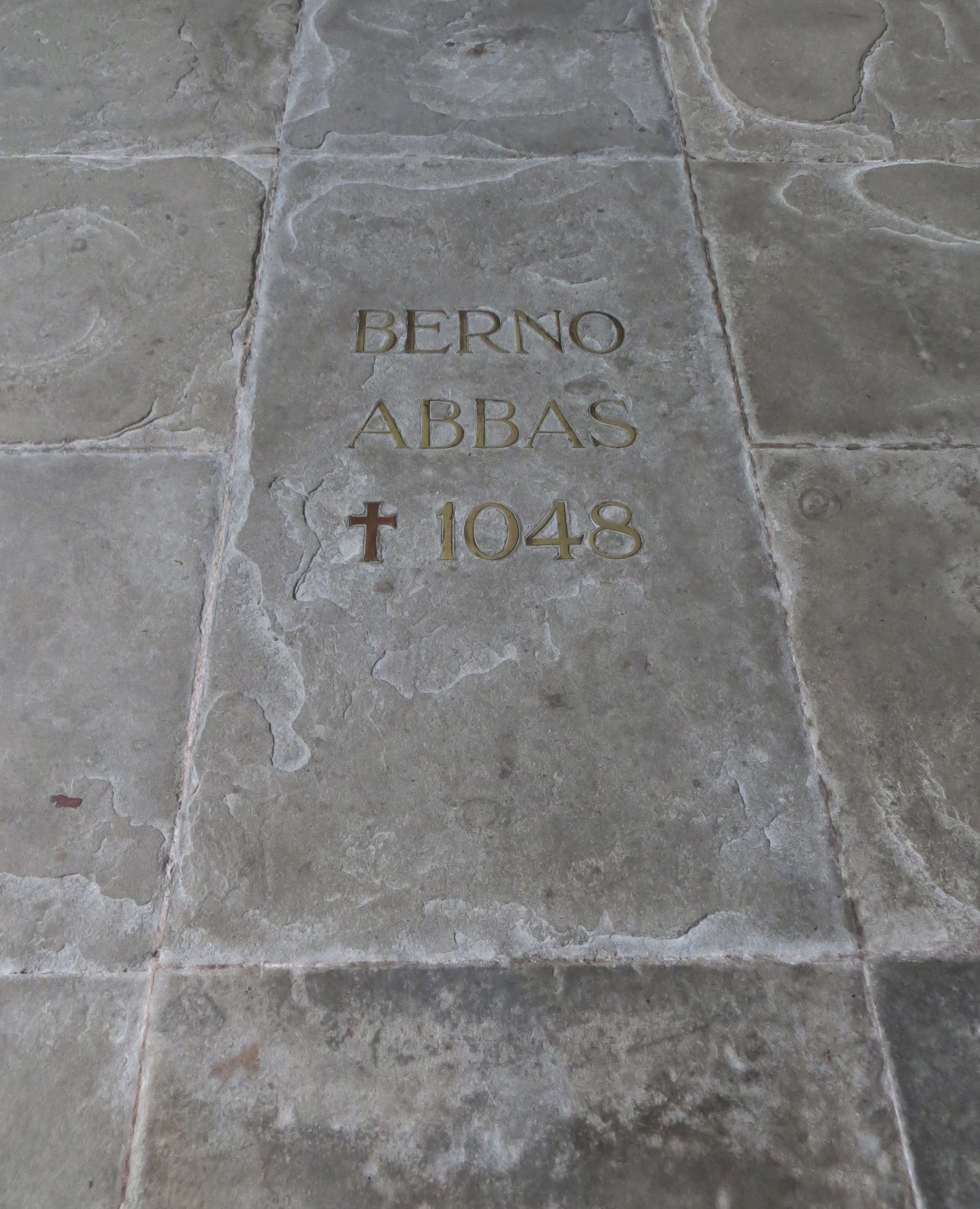
Grabplatte des Abts Berno von Reichenau vor dem Markusaltar im Reichenauer Münster

Bern wurde 1008 durch König Heinrich II. zum Abt des Klosters Reichenau ernannt und von Bischof Lambert von Konstanz geweiht. Er folgte damit dem Reformabt Immo, der wahrscheinlich aufgrund seiner zu strengen Auslegung der Benediktinerregel von den Mönchen abgelehnt wurde. Die Führung des Klosters unter Bern war liberaler, gleichwohl wurde die Reform des Klosters fortgesetzt. Das Kloster erlebte unter seiner Leitung eine sowohl wirtschaftliche als auch wissenschaftliche Blütezeit.
Er gilt neben Hermann dem Lahmen, dessen Lehrer und Förderer er war, als einer der vielseitigsten Gelehrten seiner Zeit. Neben zahlreichen musiktheoretischen, liturgischen, theologischen und komputistischen Schriften, verfasste er auch mehrere Offizien und Hymnen sowie eine hagiographische Vita des heiligen Ulrich von Augsburg.
Seine Abhandlung über Magie und Astrologie (De Nigromantia), im Wesentlichen eine Kompilation von Texten anderer frühmittelalterlicher Autoren und von Kirchenvätern, mit ähnlichen Ansichten wie in anderen frühmittelalterlichen Traktaten zur Dämonologie (Hrabanus Maurus, Ælfric von Eynsham, Hinkmar von Reims, Agobard von Lyon), wurde 1934 von Arno Durch in der British Library entdeckt (Harleianus 3668, um 1513, für den Humanisten Konrad Peutinger geschrieben), aber erst 2016 von Benedikt Marxreiter in seiner Dissertation herausgegeben. Peutinger sammelte damals Überlieferung von der Abtei Reichenau und hatte dabei Hilfe von einem Augsburger Schreiber, der auch diese Abschrift verfasste. Die nur in diesem Text überlieferte Handschrift von Berno von Reichenau ist Erzbischof Poppo von Trier gewidmet.
Politisch unterhielt Bern enge Verbindungen zu Heinrich II., Konrad II. und Heinrich III. Er nahm 1014 an Heinrichs II. und 1027 auch an Konrads II. Kaiserkrönung teil und begleitete Heinrich II. 1021/22 auf dessen dritten Romzug. Seine besondere Nähe und das enge Vertrauensverhältnis zu den Herrschern lässt sich auch anhand der zahlreich überlieferten Briefe Berns an Heinrich II. und Heinrich III. sowie an der Tatsache festmachen, dass er Letzterem seine gesammelten Werke widmete.
Abt Bern veranlasste den Westausbau der Abteikirche St. Maria und Markus für die Ausstellung und Verehrung der Markus-Reliquien und konnte der Einweihung durch den Konstanzer Bischof Theoderich am 24. April 1048 noch selbst beiwohnen. Während seiner Amtszeit wurden außerdem die für die Grafen von Nellenburg als Grablege gedachte Laurentiuskapelle sowie eine dem heiligen Adalbert geweihte Kirche, deren Fertigstellung er jedoch nicht mehr erlebte, erbaut.
Bern starb am 7. Juni 1048 und fand in der Vierung des von ihm erbauten Westquerhauses des Reichenauer Münsters seine letzte Ruhestätte.
Er ist Namensgeber der Abt-Berno-Straße auf der Insel Reichenau.

### Nachschlagewerke
- Rochus von Liliencron, Arrey von Dommer: Berno, Abt von Reichenau. In: Allgemeine Deutsche Biographie (ADB). Band 2, Duncker & Humblot, Leipzig 1875, S. 467.
- Franz-Josef Schmale: Bern, Abt der Reichenau. In: Neue Deutsche Biographie (NDB). Band 2, Duncker & Humblot, Berlin 1955, ISBN 3-428-00183-4, S. 100 f. (Digitalisat).
- Alfons Zettler: Berno von Reichenau. In: Historisches Lexikon der Schweiz.